# Vintage Lemon Drop
La Vintage V100MRPGM Lemon Drop o llamada "gota de limón", es una guitarra eléctrica vintage, de cuerpo sólido y de estilo Gibson Les Paul, diseñado por Trevor Wilkinson en el año 2006.

## Características
La vintage, llamada "gota de limón", está influenciada por el aspecto y el sonido de la Gibson Les Paul de Peter Green y fue comprada por el guitarrista irlandés Gary Moore, directamente de Peter Green y usada por Moore para usarla en el álbum "Blues for Greeny" dedicada a Green. Las pastillas del mástil, se pone al revés y el cableado, está fuera de fase para crear el famoso sonido de Peter Green, seleccionando ambas pastillas.